# Juan Luis Pascale
Juan Luis Pascale, era nativo de Cúneo, fue pastor de los valdenses, traductor del Nuevo Testamento al italiano, muriendo como mártir en Roma el 16 de septiembre de 1560.

## Biografía
Dedicado a la carrera de las armas, se encontraba de guarnición en Niza, cuando tuvo ocasión de leer por primera vez el Evangelio y conocerlas doctrinas de la Reforma. Su ánimo ardiente fue conquistado de inmediato, al punto que, sin más, dejó el ejército del Duque de Saboya para convertirse en soldado de Jesucristo. 
Se trasladó a Ginebra, donde cursó los estudios de teología, pro-siguiéndolos luego en la Academia de Lausana, en la que enseñaban Pedro Viret y Teodoro de Beza; como prueba de su esmerada preparación y sólida cultura nos queda un Nuevo Testamento en italiano, traducido por él, para uso de los refugiados en Suiza. 
Había apenas terminado los estudios y acababa de comprometerse con una joven piamontesa, Camila Guarina, de Dronero, también ella refugiada por su fe evangélica, cuando fue designado para la misión en Calabria. Partió sin titubear; su novia podía desde ya vestir de luto, porque Pascale no habría de volver más.

## La misión en Calabria
Los dos pastores, pues, acompañados por dos maestros, se pusieron en viaje en 1558 y visitaron los varios núcleos valdenses esparcidos en la Italia Meridional, predicando abiertamente el Evangelio. Santiago Bonelli pasó luego a Sicilia, donde había varios grupos de reformados, y, arrestado de ahí a poco tiempo, sufrió el martirio en Palermo.

Pascale quedó en Calabria prosiguiendo con fervor de apóstol su obra, especialmente en San Sixto y La Guardia. En mayo de 1559, el marqués Salvador Spinelli, de Fuscaldo, siguiendo instrucciones recibidas del S. Oficio, intimó a algunos valdenses influyentes que compareciesen a su presencia para darles informaciones sobre el movimiento religioso que se intensificaba en aquellas regiones. Pascale, aunque no citado, quiso acompañarlos al castillo de Fuscaldo. Este generoso impulso le costó la libertad, pues Spinelli lo retuvo prisionero junto con Marcos Uscegli, para hacer cosa grata al S. Oficio.
Así dio principio su cautiverio que se prolongó por quince meses y medio; ocho en Fuscaldo, tres en Cosenza, uno en Nápoles y tres y medio en Roma. Durante este largo período, el intrépido prisionero escribió gran número de cartas, veinte de ellas conservadas por Escipión Léntolo, todas ellas de inestimable valor por las minuciosas noticias que nos suministran sobre los continuos interrogatorios y los rigores y amenazas a que fue sometido el mártir, y son también altamente conmovedoras por el celo, la fe y la calma triunfante que revelan, por el consuelo y la esperanza cristiana que tratan de infundir en las personas a quienes iban dirigidas.
Después de su prisión en el castillo de Fuscaldo donde tuvo que sostener debates con "ese hipócrita cura de La Guardia", y con el vicario Pansa de Cosenza, que fue a entrevistarlo, después de haber cenado muy bien y de haber bebido mejor. Pascale fue conducido, en enero de 156o, a las cárceles de Cosenza, junto con Marcos Uscegli. Y sin más se inició contra ellos el proceso por orden de la Inquisición.
No nos detendremos en describir los tormentos físicos y morales sufridos por los dos prisioneros, mientras el proceso tiende a prolongarse indefinidamente. Los frailes esperan vencer su resistencia e inducirlos finalmente a abjurar.  El valiente Marcos Uscegli no se deja conmover ni aún por las horribles torturas y, a pesar de no ser tan elocuente como su compañero, da, sin embargo, admirables pruebas de firmeza, y, hasta el fin, demostrará que no se equivocaba Pascale al escribir a los amigos de Ginebra : "¡Espero que Marquito me acompañará hasta el Cielo!".

En cuanto a él, el secreto de su heroísmo es el secreto del heroísmo de todos los mártires cristianos: "El amor que nos ha demostrado Jesucristo es tal que deberíamos exponer alegremente mil vidas, si tantas tuviese cada uno de nosotros, para glorificarlo". A los amigos de Suiza les escribe para darles noticias de las luchas que tiene que sostener, para que no temiesen por su propia fidelidad y para pedirles que rogasen al Señor lo asista hasta el último momento, "a fin de que Él sea glorificado por nosotros y a su vez edificada su atribulada Iglesia".
A los hermanos de Calabria les escribe exhortándolos, reanimándolos, confortándolos: "Si alguno no se siente con fuerza para morir por Jesucristo y teme ser vencido combatiendo, busque la victoria huyendo. El huir os es lícito, pero doblar la rodilla ante Baal, nunca, jamás !".
Continúa: "Cuanto más cercana entreveo la hora de ser sacrificado a mi Señor Jesús, tanto más rebosa mi corazón de gozo y de alegría"; y termina: "A Dios, a Dios os recomiendo, rogándoos no pongáis vuestra felicidad en las cosas de la tierra, sino por el contrario viváis, de modo tal, que presto podamos volvernos a ver en el Cielo".
A su prometida escribe: "no os aflijáis por mi prematura partida, sino alegraos por la esperanza cierta de alcanzarme en el Cielo donde yo os voy a esperar". Por lo demás, "Jesucristo será vuestro querido y bondadoso esposo, el que os proveerá de todo lo que os será necesario, pues no abandona a ninguno de los que en él confían". Agradece a Dios por todos sus beneficios; habla, para consolarla, de los "goces" de su cautiverio a pesar de su extrema dureza; confiesa sentirse indigno, él, humilde soldado, "de haber sido elegido para defender el honor de un capitán tan ilustre, coma lo es Jesucristo"; y, por fin, se despide : "Mi querida esposa, rogad al Señor por mí y consolaos en Él".
Al día siguiente de haber escrito estas últimas líneas, el 15 de abril, Pascale fue llevado encadenado a Nápoles con otros veinte condenados a galeras; fue un viaje desastroso, por la dureza del carcelero español, que lo trataba "con la mayor crueldad", buscando sacarle los últimos céntimos que le quedaban.
Después de un mes de estadía en Nápoles, siguiendo por mar, Pascale llega a Roma, el 15 de mayo.
En la fúnebre cárcel de Tor de Nona, recibió bien pronto la visita de su hermano Bartolomé, venido expresamente de Cúneo. Este, como buen católico y hermano suyo, no escatimó súplicas y lágrimas para conmoverlo; y así el mártir tuvo que apurar el dolor de resistir no sólo a sus implacables jueces, sino también a su amante hermano y por último a su madre. Ciertamente, ésta había muerto hacía poco, pero su hermano, al principio, le ocultó la noticia para hacerle creer que ella se desesperaba por no verle regresar, "por lo cual se contristó mucho". Pero se mantuvo inconmovible. Por fin, movido a compasión, el hermano le confesó la verdad, conjurándolo aún a retractarse, ofreciéndole la mitad de sus bienes.
A este ofrecimiento, el prisionero se enterneció y lloró, escribe el hermano a su hijo Carlos, "viéndome tan aferrado a la tierra y sin preocupación ninguna por el cielo". 
En la misma carta, el hermano Bartolomé agrega que, después de él, un fraile volvió a la carga para inducirle a abjurar. Pero el mártir le interrumpió: "Sé muy bien cual es vuestra intención, pero Dios me da una fuerza tal que yo jamás me separaré de él. Y lo que he dicho, lo he dicho".-" ¡Si queréis reventar, reventad!", replicó el religioso visitador.

El fin, tan ansiosamente deseado por este admirable confesor de Cristo, llegó antes del otoño. En la mañana del 16 de septiembre, lunes, la hoguera estaba preparada en la plaza del puente, en frente al Castillo Sant'Angelo, en Roma.